# Гай Аврункулей
Гай Аврункулей (лат. Gaius Aurunculeius; умер после 208 года до н. э.) — римский военачальник и политический деятель, претор 209 года до н. э., во время Второй Пунической войны.
Гай Аврункулей принадлежал к незнатному плебейскому роду. В 209 году до н. э. он занимал должность претора; по результатам жеребьёвки ему выпало управлять Сардинией с двумя легионами. Позже его полномочия на острове были продлены ещё на один год. 
В связи с событиями 207 года до н. э. Тит Ливий упоминает военного трибуна Гая Аврункулея, служившего в Бруттии. Антиковед Эльмар Клебс полагает, что это другой человек.